# Manettia irwinii
Manettia irwinii är en måreväxtart som beskrevs av Julian Alfred Steyermark. Manettia irwinii ingår i släktet Manettia och familjen måreväxter. Inga underarter finns listade i Catalogue of Life.